# 여명학교
여명학교는 서울특별시 강서구 허준로 221-22에 위치한 북한이탈 주민 및 북한이탈주민의 제3국출생 자녀들을 위한 중,고등학교 과정의 각종학교이다.

## 연혁
- 2004년 : 개교
- 2010년 : 서울특별시교육청으로부터 인가
- 2014년 10월 22일 : 여명 도서관 개관
- 2022년 9월 : 중고통합과정 운영
- 2023년 8월 23일 : 강서구 학사로 이전